# Jonathan Harris
Pour les articles homonymes, voir Harris.
Jonathan Harris est un acteur américain né le 6 novembre 1914 dans le Bronx, New York (États-Unis), mort le 3 novembre 2002 à Encino (Californie).

## Filmographie

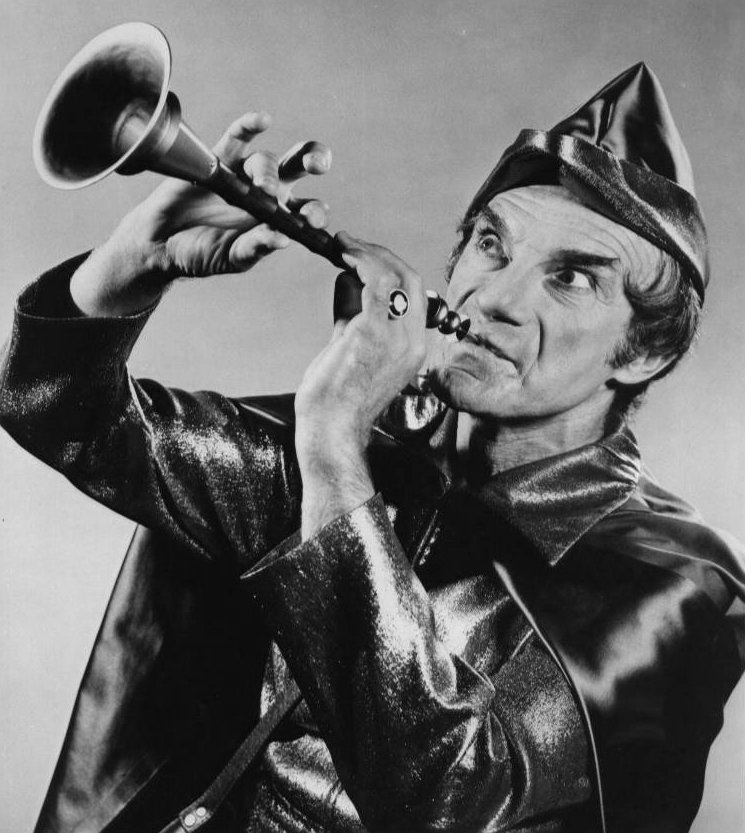
Jonathan Harris dans la série télévisée Land of the Giants (1970).

- 1953 : Les Bagnards de Botany Bay (Botany Bay) : Tom Oakly
- 1959 : Catch Me If You Can
- 1959 : The Third Man (série télévisée) : Bradford Webster
- 1959 : Simon le pêcheur (The Big Fisherman ) : Lysias
- 1961 : La quatrième dimension (série télévisée) épisode Twenty-Two (Vingt-deux) : Le médecin-chef
- 1963 : The Bill Dana Show (série télévisée) : Mr. Phillips
- 1965-1968 : Perdus dans l'espace (Lost in Space) (série télévisée) : Dr. Zachary Smith
- 1968 : Ma sorcière bien aimée (Bewitched) (série télévisée), 2 épisodes : Johann Sebastian Monroe et Sir Leslie (le collectionneur)
- 1968 : Banana Split (série télévisée) : Athos (voix)
- 1970 : Au pays des géants (Land of the Giants) (série télévisée) : Le joueur de flûte
- 1971 : Once Upon a Dead Man (TV) : Mr. Wortzel
- 1973 : Mon Martien favori (My Favorite Martians) (série télévisée) : Uncle Martin O'Hara (voix)
- 1975 : Uncle Croc's Block (série télévisée) : Basil Bitterbottom
- 1977 : Space Academy (série télévisée) : Cmdr. Isaac Gampu
- 1978 : Last of the Good Guys (TV) : Dr. Cropotkin
- 1985 : Blondine au pays de l'arc-en-ciel (Rainbow Brite) (série télévisée) : voix additionnelle
- 1985 : Blondine au pays de l'arc-en-ciel (Rainbow Brite and the Star Stealer) : Count Blogg (voix)
- 1987 : Visionaries: Knights of the Magical Light (série télévisée) : Mortredd (voix)
- 1987 : Pinocchio et l'Empereur de la Nuit (Pinocchio and the Emperor of the Night) : Lt. Grumblebee (voix)
- 1991 : Myster Mask (Darkwing Duck) (série télévisée) : Phineas Sharp (voix)
- 1993 : Happily Ever After : Sunflower (voix)
- 1993 : Problem Child (série télévisée) : Big Ben Healy (voix)
- 1995 : Les Histoires farfelues de Félix le Chat (The Twisted Adventures of Felix the Cat) (série télévisée) : voix additionnelle
- 1996 : Freakazoid! (série télévisée) : Prof. Jones (voix)
- 1997 : Channel Umptee-3 (série télévisée) : Stickley Rickets (voix)
- 1998 : 1 001 Pattes (A Bug's Life) : Manny (voix)
- 1999 : Barney (série télévisée) : Manny (voix)
- 1999 : Toy Story 2 : Geri the Cleaner (voix)
- 2001 : Hubert's Brain : The Professor (voix)